# 聖誕隨便啦
《聖誕隨便啦》為美國網路情境喜劇系列，由丹尼斯·奎德主演。本系列於 2019年11月28日於Netflix發布上映。第一季總共 8 集。

## 故事大綱
本劇做為預先發行的系列之一，第一季先以耶誕節為背景，未來幾季可能會發展出其他假日。
本劇於 2019 年 5 月 21日 至 2019 年 7 月 24日 拍攝完畢。

## 卡司

### 主要人物
- 丹尼斯·奎德 飾演 唐‧奎恩(Don Quinn)[3]， 奎恩家的大家長，也是巴克斯縣的地方警長，虔誠天主教徒。
- 布莉琪·門德勒 飾演 艾美‧奎恩(Emmy Quinn)[8], 唐最小的女兒，並帶她的男友從洛杉磯回家度過耶誕節。
- Brent Morin 飾演 馬特(Matt)[8]，艾美的男友，音樂家，住在洛杉磯。
- 艾希莉·提斯代爾 飾演 凱拉(Kayla)，唐的二女兒，並在耶誕假期的第一天離婚。[8]
- Siobhan Murphy 飾演 派絲(Patsy)，唐最大的女兒。
- Adam Rose 飾演 陶德(Todd)[8]，派絲的老公，猶太人，與喬伊組成一個小團體。
- Hayes MacArthur 飾演 尚恩‧奎恩(Sean Quinn)[8]，唐的兒子。
- Elizabeth Ho 飾演 喬伊‧奎恩(Joy Quinn)，尚恩的妻子，與陶德組成小團體。

### 常設角色
- Garcelle Beauvais 飾演 南西(Nancy)[9]，唐暗戀的地方醫院的護士。
- Mason Davis 飾演 小尚恩(Sean Jr.)，尚恩的大兒子，並在耶誕節假期第一天宣稱自己是無神論者。
- Lucas Jaye 飾演 唐尼(Donny)，尚恩的二兒子。

### 客串演出
- Tyler Ritter 飾演 艾倫(Alan)，凱拉的老公，並且在聖誕假期第一天要求離婚。
- Chris Myers 飾演 布萊恩(Bryan)，南西(Nancy)的兒子，反對南西與唐交往。
- Dan Castellaneta 飾演 泰德(Ted Boseman)，唐的朋友，唐試圖讓艾美在泰德的公司工作。
- Paul Dooley 飾演 傑克爺爺(Grandpa Jack)，唐的岳父，一直不喜歡唐與他女兒結婚。

## 分集介紹
| 集數 | 標題                                            | 導演                    | 編劇                  | 上線日期       |
| ---- | ----------------------------------------------- | ----------------------- | --------------------- | -------------- |
| 1    | Welcome, Matt                                   | Pamela Fryman           | Tucker Cawley         | 2019年11月28日 |
| 2    | Harmony                                         | Pamela Fryman           | David Holden          | 2019年11月28日 |
| 3    | Interference                                    | Gloria Calderón Kellett | Gracie Glassmeyer     | 2019年11月28日 |
| 4    | Happy Mall-idays                                | Pamela Fryman           | Ali Schouten          | 2019年11月28日 |
| 5    | Twas the Night Before the 4th Night of Hanukkah | Phill Lewis             | Ajay Sahgal           | 2019年11月28日 |
| 6    | Merry Ex-Mas                                    | Betsy Thomas            | Richard Brandon Manus | 2019年11月28日 |
| 7    | Christmas Break                                 | Phill Lewis             | Talia Bernstein       | 2019年11月28日 |
| 8    | Ring In The New Year                            | Pamela Fryman           | Tucker Cawley         | 2019年11月28日 |

## 外部連結
- 官方网站
- 互联网电影数据库（IMDb）上《聖誕隨便啦》的资料（英文）